# Zoroastrismo na Índia
O zoroastrismo na Índia tem uma história significativa no país. A migração inicial após a Conquista muçulmana da Pérsia foi canonizada como uma perseguição religiosa por invasores muçulmanos. O zoroastrismo sofreu um declínio no Irã após as conquistas. As migrações subsequentes também ocorreram após as tentativas do Império Safávida de converter seus súditos ao xiismo.
Devido à perseguição de zoroastrianos em outros países e à atmosfera liberal e patrocínio da Índia, hoje a maior população de zoroastristas reside neste país, onde foram autorizados a desempenhar um papel notável na economia indiana, no entretenimento, nas forças armadas e no Movimento de independência da Índia durante o Raj britânico. Os grupos zoroastrianos são considerados persas ou iranes, dependendo do tempo da migração para a Índia.

## História
Em 632 d.C., Isdigerdes III chegou ao poder no Irã, mas o Exército árabe/muçulmano já havia começado a invasão. Os muçulmanos os derrotaram em Nahavand; e Isdigerdes foi morto por um moleiro em Merve, em 652, pondo fim à dinastia sassânida e, portanto, à história oficial do Irã zoroastriano. Enquanto perdiam a religião e o roteiro, juntamente com alguma literatura historiográfica sassânida, a língua e a cultura sobreviveram essencialmente. Entre os séculos VII e XIII, as pressões políticas e sociais resultaram na ascensão dos muçulmanos iranianos sobre os zoroastrianos. Com as conquistas, os iranianos perderam gradualmente sua religião predominante.
Os zoroastrianos se mudaram para a Índia em migrações sucessivas no período islâmico. A migração inicial após a conquista foi caracterizada como uma perseguição religiosa por invasores muçulmanos. Segundo o relato, os zoroastrianos sofreram por suas mãos e, a fim de se proteger e proteger sua religião, fugiram primeiro para o norte do Irã, depois para a ilha de Hormuz e, finalmente, para a Índia. Essa narrativa de migração geralmente aceita enfatiza a perseguição muçulmana enquanto identifica Parses como refugiado religioso. Recentemente, estudiosos questionaram essa explicação das origens iranianas. Há uma escassez de fontes sobre a migração. Os historiadores são obrigados a confiar exclusivamente em Qissa-i Sanjan, escrito em 1599 por um padre Parsi; e Qissah-ye Zartushtian-e Hindustan, escrito mais de 200 anos depois. Isso é complicado pelo fato de já haver zoroastristas na Índia no período sassânida.
Sabe-se que os zoroastrianos iranianos negociam com a Índia há séculos antes das datas calculadas para a chegada de Parsis por Qissa-i Sanjan. Ruksana Nanji e Homi Dhalla, enquanto discutem evidências arqueológicas de 'O desembarque de zoroastrianos em Sanjan', concluem que a data mais provável para a migração foi no início da fase intermediária de sua cronologia, ou seja, do início ao meio do século VIII. No entanto, eles expressam seu ceticismo geral sobre a conta Qissa-i Sanjan. O estudioso Andre Wink teorizou que os imigrantes zoroastrianos na Índia, antes e depois da conquista muçulmana do Irã, eram principalmente comerciantes, pois as evidências sugerem que foi apenas algum tempo após a sua chegada que especialistas e padres religiosos foram enviados para se juntar a eles. Ele argumenta que a competição pelas rotas comerciais com os muçulmanos também pode ter contribuído para a imigração.
Embora historicamente infundada, a história de como os zoroastrianos obtiveram permissão para pisar nas margens de Guzerate continua sendo crítica para a auto-identidade do grupo. Segundo a narrativa comum, os rajás de Sanjan os convocaram e exigiram saber como eles não seriam um fardo ou uma ameaça para as comunidades indígenas. Respondendo ao pedido de praticar sua religião e até a terra, ele lhes mostrou um jarro cheio de leite, dizendo Sanjan como se estivesse cheio. Em uma versão, um dastur adicionou uma moeda ao leite, dizendo que, como a moeda, ninguém seria capaz de ver que eles estavam lá, mas enriqueceriam o leite. Em outra versão, ele adicionou açúcar e afirmou que, assim, adoçariam as terras de Sanjan. Nas duas comunidades, o assentamento é aprovado pelo rajá que aborda certas condições: explicariam sua religião, prometeriam o não proselitismo, adotariam o discurso e o vestuário dos guzeratis, entregariam suas armas e só conduziriam seus rituais após o anoitecer. Durante esse período, os comerciantes zoroastrianos enfrentaram execuções fora da Índia, inclusive na China, onde muitos foram mortos durante o massacre de Guangzhou.
A imigração de zoroastristas para a Índia continuou e, em 1477, haviam perdido todo o contato com a Pérsia. Até trezentos anos se passarem, entraram em contato. Os zoroastrianos também tiveram um papel notável durante os movimentos de liberdade da Índia. Houve também migrações subsequentes, especialmente resultantes de tentativas dos safávidas de converter seus súditos no islã xiita, no século XVI. Isso aumentou a população persa e consolidou sua estreita associação com o Irã.
Durante o motim indiano de 1857, houve ataques de muçulmanos contra zoroastrianos em Bharuch.

## Demografia
No Censo Indiano de 2001, o Parsis era de 69.601, representando cerca de 0,006% da população total da Índia, com uma concentração na cidade de Mumbai e nos seus arredores. Devido a uma baixa taxa de natalidade e alta taxa de emigração, as tendências demográficas projetam que, até 2020, o Parsis representará apenas cerca de 23.000 ou 0,002% da população total da Índia. Em 2008, a proporção de nascimento / morte era de 1:5; 200 nascimentos por ano para cada 1.000 mortes. O Censo da Índia em 2011 registrou 57.264 parsi zoroastrianos.
A comunidade zoroastriana na Índia continua sendo um dos grupos mais reconhecidos, participando de vários setores comerciais, como indústria, cinema e política.

## Comunidades
Existem duas grandes comunidades zoroastrianas na Índia.
Parsi
A longa presença dos Parsis nas áreas de Guzerate e Sinde da Índia é suportada pela genética e também os distingue da comunidade indígena zoroastriana menor de Iranis, que são chegadas mais recentes.
Iranis
Embora o termo irani seja atestado pela primeira vez durante o Império Mogol, a maioria dos iranis é imigrante que chegou ao subcontinente durante os séculos XIX e XX, ou seja, quando o Irã foi governado pelos cajares e a perseguição religiosa de não-muçulmanos foi desenfreada. Os descendentes dos imigrantes da época permanecem cultural e linguisticamente mais próximos dos zoroastrianos do Irã, em particular daqueles de Iazde e Carmânia. Consequentemente, o dialeto dari dos zoroastrianos dessas províncias pode ser ouvido entre os iranis.